# Vergleich (Zahlen)

Die Ordnung der reellen Zahlen wird durch die Zahlengerade veranschaulicht. Nach rechts werden die Zahlen größer, nach links kleiner.

In der Mathematik lassen sich Zahlen aus bestimmten Zahlbereichen, etwa denen der natürlichen, ganzen, rationalen oder reellen Zahlen, auf festgelegte Weise vergleichen. In mathematischen Formeln werden dafür Vergleichszeichen eingesetzt. Man schreibt etwa:
- {\displaystyle x<y}: Die Zahl {\displaystyle x} ist kleiner als die Zahl {\displaystyle y}, z. B. gilt die Ungleichung {\displaystyle 1<2}.
- {\displaystyle x>y}: Die Zahl {\displaystyle x} ist größer als die Zahl {\displaystyle y}, z. B. gilt {\displaystyle 2>1}.
- {\displaystyle x\leq y}: Die Zahl {\displaystyle x} ist kleiner oder gleich {\displaystyle y}, z. B. gilt {\displaystyle 1\leq 1} und {\displaystyle 1\leq 2}.
- {\displaystyle x\geq y}: Die Zahl {\displaystyle x} ist größer oder gleich {\displaystyle y}, z. B. gelten {\displaystyle 1\geq 1} und {\displaystyle 2\geq 1}.

Durch diese jeweiligen Vergleiche erhalten jene Zahlbereiche eine Ordnungsstruktur. Die Gleichheit oder Ungleichheit von Zahlen lässt sich auch unabhängig von dieser Ordnung betrachten, hierfür siehe Identität und Gleichheit.

## Verschiedene Vergleiche
Die vier aufgeführten Vergleiche sind keine voneinander unabhängigen Relationen: Jeder von ihnen lässt sich durch jeden anderen ausdrücken, es ist also gerechtfertigt trotz der verschiedenen Vergleiche von der Ordnung der natürlichen, reellen etc. Zahlen zu sprechen. Beispielsweise lassen sich die anderen Vergleiche wie folgt durch die Relation {\displaystyle <} ausdrücken:
- {\displaystyle x\leq y} gilt genau dann, wenn {\displaystyle y<x} nicht gilt.
- {\displaystyle x>y} gilt genau dann, wenn {\displaystyle y<x} gilt.
- {\displaystyle x\geq y} gilt genau dann, wenn {\displaystyle x<y} nicht gilt.

Auch Gleichheit und Ungleichheit sind durch jede der vier Vergleiche eindeutig festgelegt, jedoch lassen sich die Vergleiche nicht allein durch die Gleichheit oder Ungleichheit ausdrücken. Beispielsweise gilt:
- {\displaystyle x=y} gilt genau dann, wenn weder {\displaystyle x<y} noch {\displaystyle y<x} gilt.
- {\displaystyle x\neq y} gilt genau dann, wenn {\displaystyle x<y} gilt oder {\displaystyle y<x} gilt.

## Definition

Auf der Zahlengeraden liegen größere Zahlen weiter rechts.

Auf den natürlichen Zahlen lässt sich der Vergleich {\displaystyle \leq } mittels der Nachfolgerfunktion {\displaystyle a\mapsto a+1} als die minimale Relation definieren, die die folgenden Eigenschaften erfüllt:
- Ist {\displaystyle a=b}, so ist {\displaystyle a\leq b}.
- Ist {\displaystyle c} Nachfolger von {\displaystyle b} und {\displaystyle a\leq b}, so ist {\displaystyle a\leq c}.

Oder anders ausgedrückt: {\displaystyle a} ist genau dann nicht größer als {\displaystyle b}, wenn {\displaystyle b} von {\displaystyle a} aus mittels der Nachfolgerfunktion erreichbar ist.
In von Neumanns Modell der natürlichen Zahlen ist {\displaystyle a<b} definiert als {\displaystyle a\in b} (d. h., die Menge {\displaystyle a} ist Element von {\displaystyle b}) und {\displaystyle a\leq b} durch {\displaystyle a\subseteq b} (d. h., {\displaystyle a} ist Teilmenge von {\displaystyle b}).
Für ganze Zahlen ist folgende Definition von {\displaystyle a\leq b} möglich:
- Sind {\displaystyle a} und {\displaystyle b} beide nicht negativ, so gilt {\displaystyle a\leq b} genau dann, wenn {\displaystyle a\leq b} für {\displaystyle a} und {\displaystyle b} aufgefasst als natürliche Zahlen gilt.
- Ist {\displaystyle a} negativ und {\displaystyle b} nicht, so ist {\displaystyle a\leq b}.
- Ist {\displaystyle b} negativ und {\displaystyle a} nicht, so ist nicht {\displaystyle a\leq b}.
- Sind {\displaystyle a} und {\displaystyle b} beide negativ, so gilt {\displaystyle a\leq b} genau dann, wenn {\displaystyle -b\leq -a} gilt.

Rationale Zahlen lassen sich als Bruch darstellen. Seien also zwei rationale Zahlen durch Brüche {\displaystyle \textstyle {\frac {a_{0}}{a_{1}}}} und {\displaystyle \textstyle {\frac {b_{0}}{b_{1}}}} gegeben (dabei seien {\displaystyle a_{0},b_{0}} ganze Zahlen und {\displaystyle a_{1},b_{1}} positive, natürliche Zahlen). Dann ist {\displaystyle \textstyle {\frac {a_{0}}{a_{1}}}\leq \textstyle {\frac {b_{0}}{b_{1}}}} definiert durch {\displaystyle a_{0}\cdot b_{1}\leq b_{0}\cdot a_{1}}.
Ordnungstheoretisch lassen sich die reellen Zahlen als Dedekindsche Schnitte rationaler Zahlen definieren. Sind {\displaystyle \alpha ,\beta }, Teilmengen der rationalen Zahlen, Untermengen zu den reellen Zahlen {\displaystyle a,b} (das heißt {\displaystyle \alpha } bzw. {\displaystyle \beta } ist die Menge aller rationalen Zahlen kleiner als {\displaystyle a} bzw. {\displaystyle b}), so ist {\displaystyle a\leq b} genau dann, wenn {\displaystyle \alpha } Teilmenge von {\displaystyle \beta } ist.
Reelle Zahlen lassen sich auch als Cauchy-Folgen rationaler Zahlen repräsentieren. Seien {\displaystyle (a_{n})} und {\displaystyle (b_{n})} rationale Cauchy-Folgen, die die reellen Zahlen {\displaystyle a} bzw. {\displaystyle b} repräsentieren. Es gelte dann {\displaystyle a\leq b} genau dann, wenn {\displaystyle a=b} (also die Äquivalenz der beiden Cauchy-Folgen) oder für alle {\displaystyle n\in \mathbb {N} } bis auf endlich viele {\displaystyle a_{n}\leq b_{n}} gilt.

## Gemeinsame Ordnungseigenschaften
Für Zahlen {\displaystyle x,y,z} mit {\displaystyle x<y} und {\displaystyle y<z} gilt stets auch {\displaystyle x<z}. Diese Eigenschaft wird Transitivität von {\displaystyle <} genannt. Zudem gilt stets entweder {\displaystyle x<y} oder {\displaystyle y<x} oder {\displaystyle x=y}. Diese Eigenschaft wird Trichotomie genannt. Ausgehend von diesen beiden Eigenschaften der Ordnung auf besagten Zahlbereichen abstrahiert man in der Mathematik und nennt jede Relation von mathematischen Objekten, die diese beiden Eigenschaften erfüllt, eine strenge Totalordnung. In diesem Sinne ist auch {\displaystyle >} eine strenge Totalordnung. Aus diesen Eigenschaften folgt auch die Irreflexivität: Für keine Zahl {\displaystyle x} aus dem jeweiligen Zahlbereich gilt {\displaystyle x<x}. Ebenso folgt die Asymmetrie: Gilt {\displaystyle x<y}, so gilt {\displaystyle y<x} nicht.
Auch für {\displaystyle \leq } gilt die Transitivität: Wenn {\displaystyle x\leq y} und {\displaystyle y\leq z}, so gilt stets auch {\displaystyle x\leq z}. Eine weitere Eigenschaft ist die Reflexivität: Für eine beliebige Zahl {\displaystyle x} aus dem jeweiligen Zahlbereich gilt {\displaystyle x\leq x}. Die Relation {\displaystyle \leq } ist antisymmetrisch: Für {\displaystyle x\neq y} können nicht zugleich {\displaystyle x\leq y} und {\displaystyle y\leq x} gelten. Die Eigenschaft, dass für je zwei Zahlen {\displaystyle x,y} zumindest {\displaystyle x\leq y} oder {\displaystyle y\leq x} gelten, wird Totalität genannt. Wiederum abstrahierend wird jede Relation, die diese Eigenschaften erfüllt, eine Totalordnung genannt. Diese Eigenschaften gelten analog für {\displaystyle \geq }, das somit ebenfalls eine Totalordnung bildet.

## Verträglichkeit mit arithmetischer Struktur

Aus folgt

Die Ordnung der natürlichen, reellen etc. Zahlen ist verträglich mit der Addition: Gilt {\displaystyle x<y} und ist {\displaystyle a} eine beliebige solche Zahl, so gilt auch {\displaystyle x+a<y+a}. Umgekehrt folgt aus {\displaystyle x+a<y+a} auch {\displaystyle x+a+(-a)<y+a+(-a)} und somit {\displaystyle x<y}. Falls die Subtraktion definiert ist (was für die natürlichen Zahlen nicht der Fall ist, aber etwa für die ganzen, die rationalen und die reellen Zahlen), gilt {\displaystyle x<y} genau dann, wenn {\displaystyle y-x>0}. Analog {\displaystyle x>y} genau dann, wenn {\displaystyle y-x<0}. Der Vergleich zwischen {\displaystyle x} und {\displaystyle y} ist also dadurch bestimmt, ob die Differenz positiv oder negativ ist.
Die Bildung des additiv Inversen, d. h. die Abbildung, die jeder Zahl {\displaystyle x} die Zahl {\displaystyle -x} zuordnet (geometrisch gesprochen eine Spiegelung), ist dagegen nicht mit der Ordnung verträglich. Vielmehr gilt {\displaystyle x<y} genau dann, wenn {\displaystyle -x>-y}.
Im Falle der Multiplikation ist eine Unterscheidung notwendig: Die Verträglichkeit gilt völlig analog für die Multiplikation mit einer positiven Zahl. Eine beidseitige Multiplikation mit der Null dagegen führt stets zur Gleichheit: {\displaystyle x\cdot 0=y\cdot 0} für beliebige Zahlen {\displaystyle x,y}. Für {\displaystyle \leq } und {\displaystyle \geq } gilt daher zumindest noch eine Verträglichkeit mit der Multiplikation nicht negativer Zahlen: Gilt {\displaystyle x\leq y} und ist {\displaystyle a} nicht negativ, so gilt auch {\displaystyle x\cdot a\leq y\cdot a}. Umgekehrt folgt aus dieser Ungleichung jedoch nicht unbedingt {\displaystyle x\leq y}. Die Multiplikation mit einer negativen Zahl dagegen lässt sich als obige Spiegelung gefolgt von der Multiplikation mit einer positiven Zahl ausdrücken (z. B. {\displaystyle x\cdot (-2)=x\cdot (-1)\cdot 2=(-x)\cdot 2}). Somit gilt, dass für zwei Zahlen {\displaystyle x,y} mit {\displaystyle x<y} und negatives {\displaystyle a} die Ungleichung {\displaystyle x\cdot a>y\cdot a} gilt.
Für die mathematische Abstraktion dieser Verträglichkeitseigenschaften siehe geordneter Körper.

## Spezielle Eigenschaften der jeweiligen Ordnungen
Die hier dargestellten Ordnungen auf den natürlichen, den ganzen, den rationalen und den reellen Zahlen haben bestimmte Eigenschaften, die zwar unabhängig etwa von der arithmetischen Struktur sind, aber nicht für beliebige totale Ordnungen gelten.
Die Ordnung auf den natürlichen Zahlen {\displaystyle \mathbb {N} } besitzt ein Minimum, die Zahl {\displaystyle 0} (in manchen Definitionen auch {\displaystyle 1}, hier sei der Einfachheit halber {\displaystyle 0} stets in den natürlichen Zahlen enthalten). Jede natürliche Zahl {\displaystyle x} besitzt einen Nachfolger, d. h. eine minimale Zahl {\displaystyle y}, die größer als {\displaystyle x} ist.
Dies ist gerade die Zahl {\displaystyle x+1}.
- Die Ordnung von {\displaystyle \mathbb {N} } ist eine diskrete.
- Die natürlichen Zahlen sind (nach oben) unbeschränkt – es existiert keine maximale natürliche Zahl.
- Die {\displaystyle 0} besitzt als einzige natürliche Zahl keinen Vorgänger.
- Die natürlichen Zahlen sind wohlgeordnet, d. h. jede nicht leere Teilmenge der natürlichen Zahlen besitzt ein Minimum.

Auch die ganzen Zahlen {\displaystyle \mathbb {Z} } bilden eine diskrete Ordnung. In ihnen besitzt jedes Element {\displaystyle x} einen Vorgänger {\displaystyle x-1} und einen Nachfolger {\displaystyle x+1}. Es existiert ebenfalls kein maximales, aber auch kein minimales Element. Sie sind daher nicht mehr wohlgeordnet.
Die rationalen Zahlen {\displaystyle \mathbb {Q} } bilden keine diskrete Ordnung: In den rationalen Zahlen hat keine Zahl einen Vorgänger oder einen Nachfolger, viel mehr liegt zwischen je zwei rationalen Zahlen {\displaystyle x<z} (mindestens) eine dritte rationale Zahl, bspw. {\displaystyle y:={\tfrac {x+z}{2}},} mit {\displaystyle x<y<z}. Damit bilden die rationalen Zahlen eine dichte Ordnung.
Die reellen Zahlen bilden ebenfalls eine dichte Ordnung. Eine zusätzliche wichtige Eigenschaft ist die Supremumseigenschaft bzw. Ordnungsvollständigkeit: Jede beschränkte Teilmenge besitzt ein Supremum und ein Infimum, d. h. eine kleinste obere bzw. eine größte untere Schranke. Die natürlichen Zahlen liegen konfinal in den rationalen und sogar den reellen Zahlen, d. h., zu jeder reellen Zahl existiert eine natürliche Zahl, die mindestens ebenso groß ist. Die Ordnung auf den reellen Zahlen hat somit abzählbare Konfinalität. Die Ordnungen induzieren jeweils eine Ordnungstopologie. Bzgl. der Ordnungstopologie der reellen Zahlen liegen die rationalen Zahlen dicht in den reellen Zahlen.

## Berechnung
Mittels Stellenwertsystemen lassen sich natürliche Zahlen als Ziffernfolgen darstellen. Anhand solcher Darstellungen lassen sich je zwei natürliche Zahlen vergleichen, d. h., es lässt sich berechnen, ob die durch die eine Ziffernfolge dargestellte Zahl kleiner als die andere ist. Sind zwei natürliche Zahlen {\displaystyle a} und {\displaystyle b} jeweils durch ihre Ziffernfolgen ohne führende Nullen in einem Stellenwertsystem gegeben, so gilt genau dann {\displaystyle a<b}, wenn
- die Ziffernfolge zu {\displaystyle a} kürzer ist als die zu {\displaystyle b} oder
- beide gleich lang sind und die Ziffernfolge zu {\displaystyle a} lexikographisch kleiner als die zu {\displaystyle b} ist.

Der lexikographische Vergleich baut dabei auf dem Vergleich einstelliger Zahlen auf. Mittels Stellenwertsystemen werden natürliche Zahlen auch in modernen Digitalrechnern dargestellt, aufbauend auf der Vergleiche möglich sind. Die Zahlen, mit denen arithmetisch-logische Einheiten solcher Rechner direkt umgehen können, haben feste Größen, enthalten also führende Nullen, sodass ein Vergleich gemäß der lexikographischen Ordnung möglich ist. Direkt mittels der obigen Definition der Ordnung lassen sich auch Vergleiche von beliebigen ganzen oder rationalen Zahlen berechnen. Bei Darstellung rationaler Zahlen in wissenschaftlicher Notation lassen sich zwei Zahlen vergleichen, indem man zunächst den Exponenten und dann, falls der Exponent bei beiden gleich ist, die Mantisse vergleicht. Das gilt insbesondere bei den dyadische Brüche darstellenden Gleitkommazahlen, die auf Digitalrechnern häufig für – insbesondere auch näherungsweise – Berechnungen verwendet werden. Für Vergleiche von Ganz- und Gleitkommazahlen stellen viele Prozessoren (etwa auf x86 basierende) eigene Instruktionen zur Verfügung.
Da die reellen Zahlen eine überabzählbare Menge bilden, gibt es kein Schema, nach dem sich alle reellen Zahlen darstellen lassen. Somit erübrigt sich auch die Frage nach einer allgemeinen Berechnungsvorschrift zum Vergleichen. Ein wichtiger Grundansatz ist, bestimmte reelle Zahlen durch Berechnungsvorschriften darzustellen, die beliebig genaue obere und untere Schranken für die Zahl in Form von rationalen Zahlen berechnen können, etwa indem sie schrittweise weitere Nachkommastellen berechnen. Dies führt zum Begriff der berechenbaren Zahl. Zwei verschiedene berechenbare Zahlen lassen sich vergleichen, indem man für beide so lange immer genauere obere und untere Schranken berechnet, bis die beiden Intervalle voneinander getrennt sind (vgl. Intervallarithmetik). Dagegen ist die Gleichheit zweier so dargestellter Zahlen nicht berechenbar, somit sind auch für möglicherweise gleiche Zahlen die sonstigen Vergleiche nicht berechenbar. Für viele Anwendungen genügt es, etwa in der numerischen Analysis, eine Toleranz zuzulassen, d. h. der Vergleich wird korrekt durchgeführt, solange der Abstand der zwei Zahlen größer als eine feste, beliebig klein wählbare Toleranz ist, andernfalls werden die Zahlen als gleich angesehen. Ein solcher Vergleich ist für allgemeine berechenbare Zahlen berechenbar. In wichtigen Spezialfällen ist dagegen auch ein exakter Vergleich möglich: Algebraische Zahlen lassen sich durch Polynome mit ganzzahligen Koeffizienten, deren Nullstelle sie sind, und ein Intervall mit rationalem Minimum und Maximum, das die jeweilige Nullstelle festlegt, darstellen. Auf algebraischem Wege lässt sich nun für zwei so dargestellte Zahlen bestimmen, ob sie gleich sind, indem man gemeinsame Nullstellen bestimmt. Diese sind gerade durch den größten gemeinsamen Teiler der beiden Polynome bestimmt. Im Falle von Ungleichheit lässt sich der Vergleich dann wiederum über obere und untere Schranken durchführen. Diese erlauben es auch, auf die algebraische Rechnung zu verzichten, wenn die Ungleichheit durch berechnete Schranken bereits bewiesen ist. Unter der Voraussetzung, dass die bislang unbewiesene Vermutung von Schanuel gilt, wurde zudem ein Algorithmus konstruiert, der Vergleiche auch für Zahlen berechnet, die als Nullstellen von Gleichungssystemen, die elementare Funktionen enthalten können, gegeben sind. Für algebraische Zahlen, die als Quadratwurzelausdrücke oder als Nullstellen von Polynomen niedrigen Grades gegeben sind, existieren spezielle Verfahren zum Vergleichen.
Solcherlei Verfahren für exakte Vergleiche finden Anwendung in Computeralgebrasystemen und der algorithmischen Geometrie.

## Zusammenhang mit Arithmetik
In den natürlichen Zahlen lässt sich mittels der Ordnung die {\displaystyle 0} als das minimale Element definieren. Entsprechend ist eine Definition der Nachfolgerfunktion, also des Nachfolgers zu jeder Zahl, möglich. Mittels der Sukzessorfunktion lassen sich rekursiv auch die arithmetischen Operationen wie Addition und Multiplikation definieren. In den ganzen, rationalen und reellen Zahlen dagegen wird durch die Ordnung kein Element ausgezeichnet, weshalb sich die arithmetischen Operationen (welche etwa stets die {\displaystyle 0} als neutrales Element der Addition auszeichnen würden) nicht mittels der Ordnung definieren lassen.
Umgekehrt lässt sich jedoch in all diesen Fällen die Ordnung über die Arithmetik definieren. Im Falle der natürlichen Zahlen ist eine elementare Definition allein mittels der Addition (d. h. in Presburger-Arithmetik) möglich: Es gilt genau dann {\displaystyle x\leq y}, wenn ein {\displaystyle a\in \mathbb {N} } existiert mit {\displaystyle x+a=y}. In den ganzen, den rationalen und den reellen Zahlen ist eine eindeutige Definition allein mittels der Addition nicht möglich, denn die Abbildung {\displaystyle x\mapsto -x} in dem jeweiligen Zahlbereich ist ein Gruppenautomorphismus in der jeweiligen additiven Gruppe, der jedoch mit der Ordnung nicht kompatibel ist. Unter Hinzunahme der Multiplikation, d. h. in der jeweiligen Ringstruktur, ist dagegen ebenfalls eine elementare Definition der Ordnung möglich. Besonders einfach ist dies in den reellen Zahlen und allgemeiner in jedem euklidischen Körper: Denn dort sind die nicht negativen Zahlen gerade dadurch charakterisiert, dass sie eine Quadratwurzel besitzen. Dies liefert die folgende Definition:
{\displaystyle x\leq y:\Leftrightarrow \exists a:x+a\cdot a=y}
In den ganzen Zahlen ist eine entsprechende Definition unter Verwendung des Vier-Quadrate-Satzes möglich: Eine ganze Zahl ist genau dann nicht negativ, wenn sie als Summe von vier Quadratzahlen darstellbar ist. Dies liefert die Definition
{\displaystyle x\leq y:\Leftrightarrow \exists a,b,c,d:x+a\cdot a+b\cdot b+c\cdot c+d\cdot d=y},
die sich auf die rationalen Zahlen übertragen lässt (eine rationale Zahl ist genau dann nicht negativ, wenn sie Quotient von zwei Summen je vierer Quadratzahlen ist).

## Erweiterungen
- Die reellen Zahlen lassen sich zu den hyperreellen Zahlen erweitern, die ebenfalls eine mit der Addition und Multiplikation verträgliche Ordnung, jedoch wiederum andere ordnungstheoretische Eigenschaften besitzen.
- Die natürlichen Zahlen lassen sich zu den Kardinalzahlen und zu den Ordinalzahlen erweitern, die immer noch wohlgeordnet sind.
- Die surrealen Zahlen bilden einen weiteren mit einer Ordnung versehenen Zahlbereich.